# Plaine-de-Walsch
Plaine-de-Walsch (deutsch Hochwalsch, 1940–44 Plinterwald) ist eine französische Gemeinde mit 605 Einwohnern (Stand 1. Januar 2022) im Département Moselle in der Region Grand Est (bis 2015 Lothringen). Sie gehört zum Arrondissement Sarrebourg-Château-Salins.

## Geografie
Plaine-de-Walsch liegt sieben Kilometer südöstlich von Sarrebourg am Rand der Vogesen auf einer Höhe zwischen 238 und 414 m über dem Meeresspiegel. Das Gemeindegebiet umfasst 4,98 km².

## Geschichte
Der Ort wurde im Jahre 1707 vom Baron von Lutzelbourg als Plaine de Valche (Ebene von Walscheid) gegründet. 1751 wurde er als Blindewasch und 1772 als Blindenwalsch erwähnt. Zur Gemeinde Plaine-de-Walsch gehört auch der östlich gelegene Weiler Rehthal.

### Bevölkerungsentwicklung
| Jahr      | 1962 | 1968 | 1975 | 1982 | 1990 | 1999 | 2007 | 2019 |
| Einwohner | 455  | 458  | 425  | 417  | 482  | 533  | 565  | 615  |

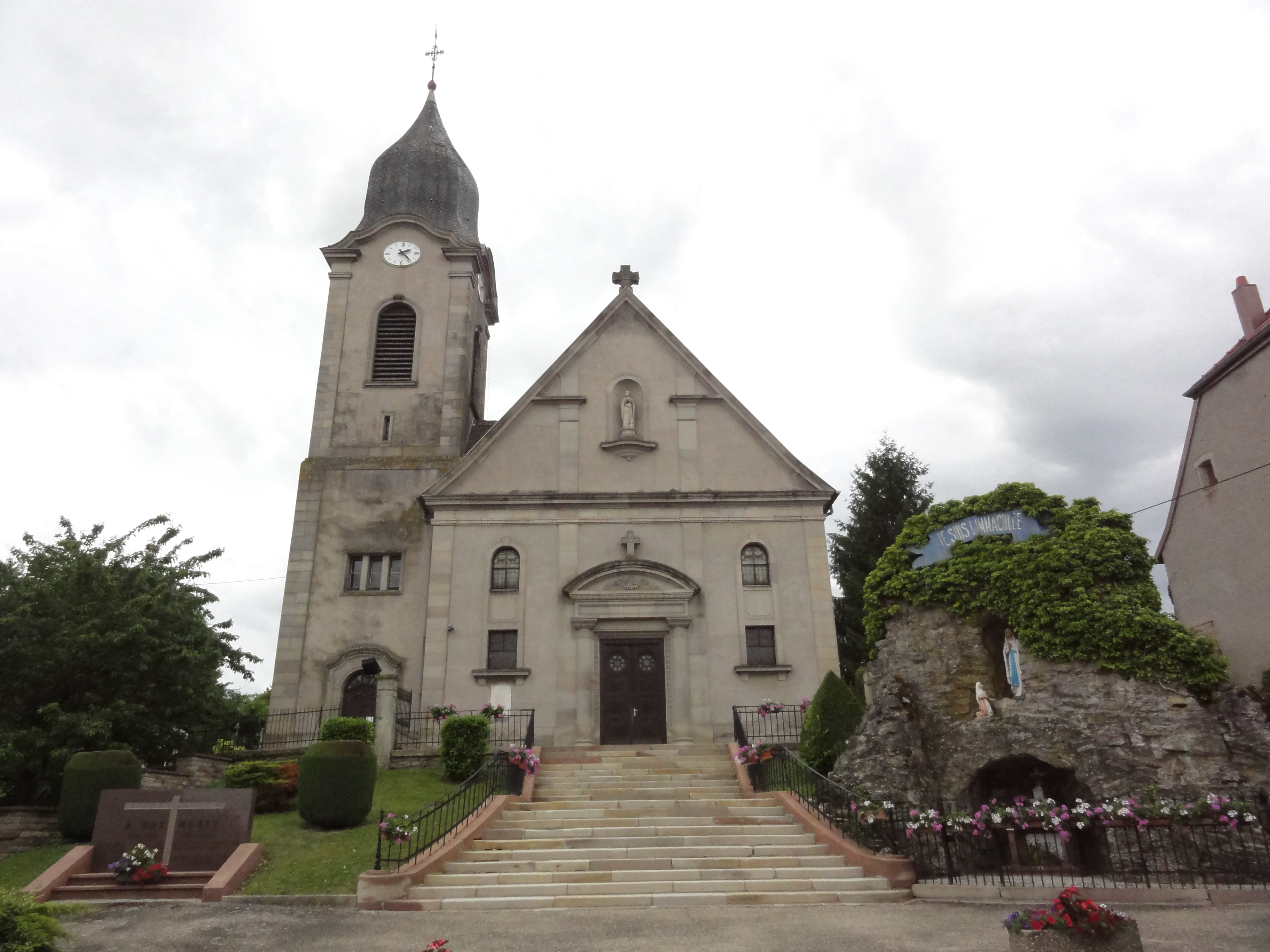
Kirche Saint-Charles
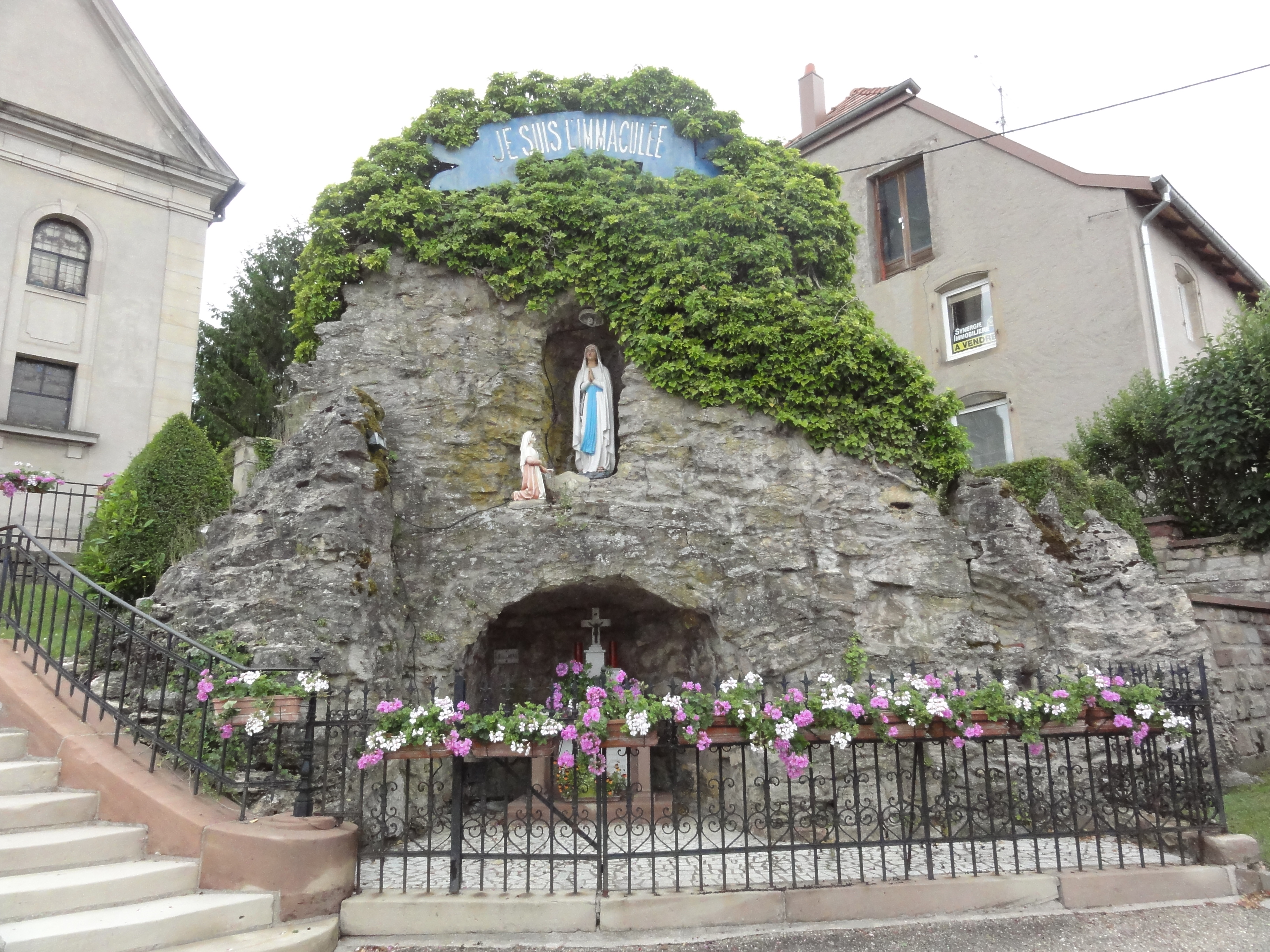
Replik einer Lourdesgrotte
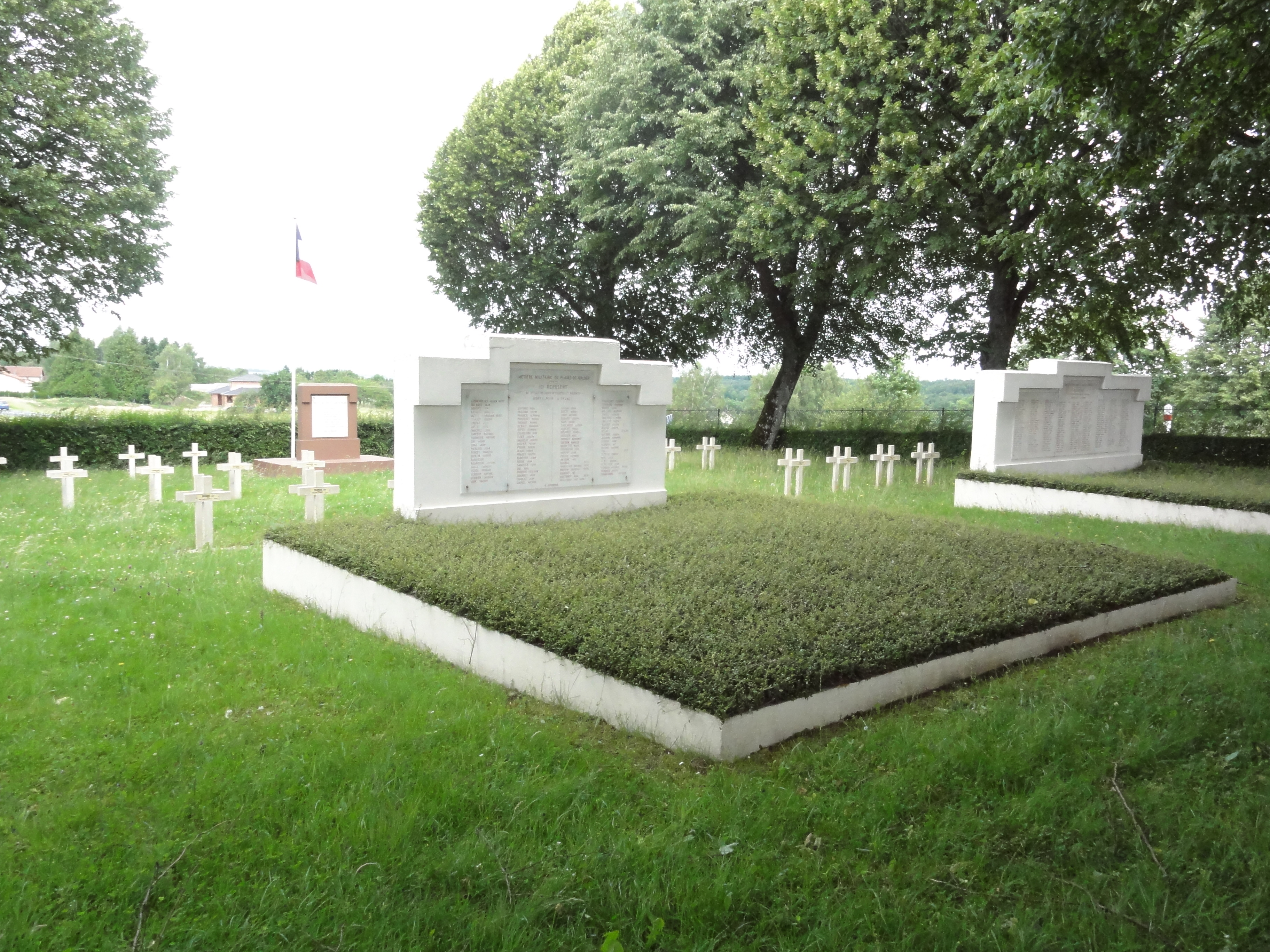
Soldatenfriedhof